# Mathieu-André Reichert
Pour les articles homonymes, voir Reichert.
Mathieu-André Reichert, né à Maastricht en 1830 et mort à Rio de Janeiro le 15 mars 1880, est un compositeur et flûtiste virtuose d'origine belge. Il a subi l'influence et a influencé la musique brésilienne. Avec Joaquim Antônio da Silva Callado (en), il est considéré comme l'un des précurseurs du choro, un genre de musique populaire et instrumentale brésilienne.

## Biographie
Mathieu-André Reichert est issu d'une famille de musiciens belges itinérants. Il a suivi ses études au Conservatoire Royal de Bruxelles avec les maîtres Jules Demeur et François-Joseph Fétis.
En 1859, à l'invitation de  Pedro II, empereur du Brésil, il se produit au Teatro Lyrico Fluminense (en) de Rio de Janeiro. Par la suite, il travaille à São Paulo, Rio Grande do Sul, Pernambuco, Bahia et Pará. Parmi ses disciples brésiliens les plus célèbres figurent Manoel Marcelino Vale et Duque Estrada Meyer.
Il se lie d'amitié avec Joaquim Antônio da Silva Callado, flûtiste brésilien.
Reichert meurt dans la misère à la suite d'une méningite, diffusée par l'épidémie qui a dévasté Rio de Janeiro à cette époque. Il repose au cimetière São João Batista.

## Œuvres principales
- Carnaval de Venise, Op.2
- La Coquette, Op.4
- 7 Exercices journaliers pour la flûte, Op.5
- Plaisanterie musicale, Op.13